# Tanaella propinquus
Tanaella propinquus är en kräftdjursart som beskrevs av Masahiro Dojiri och Jürgen Sieg 1997. Tanaella propinquus ingår i släktet Tanaella och familjen Tanaellidae. Inga underarter finns listade i Catalogue of Life.